# Elaphoglossum angustioblongum
Elaphoglossum angustioblongum är en träjonväxtart som beskrevs av A. Rojas. Elaphoglossum angustioblongum ingår i släktet Elaphoglossum och familjen Dryopteridaceae. Inga underarter finns listade.